# Sergej Vladimirovitj Iljusjin
Sergej Vladimirovitj Iljusjin (russisk: Серге́й Влади́мирович Илью́шин, tr. Sergéj Vladímirovitj Iljúsjin; født 30. marts 1894 i landsbyen Diljalevo, Vologda guvernement (nu Vologda oblast) i Det Russiske Kejserrige, død 10. februar 1977 i Moskva i Sovjetunionen) var en sovjetisk flykonstruktør. Han uddannede sig som pilot og senere flymekaniker. Etablerede i 1934 et konstruktionsbureau for militærfly, der blandt andet konstruerede jagerbomberen Il-2 Sjturmovik og bombeflyet Il-4, der i vid udstrækning blev brugt under 2. verdenskrig. Iljusjins mest kendte flytyper er det propeldrevne passagerfly Il-18, og det jetdrevne passagerfly Il-62, der i stor udstrækning blev anvendt af det sovjetiske flyselskab Aeroflot samt af mange østeuropæiske flyselskaber.